# Босо Провансалски
Босо Провансалски  је био краљ Провансе (Доње Бургундије) од 879. до 887. године.

### Удаја сестре за Карла Ћелавог отвара му врата моћи
Био је франачки племић, повезан са каролиншком династијом. Карло Ћелави се оженио Босовом сестром, што је утрло пут Босовој каријери.
Старао се о Лују Муцавцу док је био малолетан. Луј Муцавац је био подређени краљ Аквитаније, а Босо је водио бригу о администрацији.
Пратио је Карла Ћелавог током похода у Италији и 876. постаје војвода. Током друге италијанске кампање уротио се са другима племићима против краља. Након смрти Карла Ћелавог 877, Луј Муцавац је био присиљен да призна племићка права и привилегије.
Током 878. био је у јако блиским односима са папом.

### Босо проглашава независност Провансе
Када је умро Луј Муцавац 879, остала су му два сина Луј III и Карломан Француски као наследници. Босо је заједно са француским племићима захтевао да Луј III буде једини краљ. Међутим оба брата су била изабрана за краљеве.
Босо је почео тврдити да не може признавати ниједнога од браће, јер је нелегитимно да обојица буду краљеви. Тврдио је да је Луј Муцавац њега именовао наследником. Бискупи и племство региона око Роне и Саоне 15. октобра 879. проглашавају Босу Провансалског краљем и наследником Луја Муцавца. То су били први „слободни избори“, који нису узимали у обзир краљевску линију.
Босово краљевство се звало Краљевство Прованса и обухватало је црквене провинције Арл, Екс, Вијен, Лион и можда Бесанкон.

### Луј III и Карломан Француски против Боса
Кад су Луј III и Карломан Француски поделили 880. очево краљевство, кренули су против Боса. Заузели су Макон и северни део Провансе. Затим им се придружио Карло Дебели, па су неуспешно опседали Вијен од августа до новембра 880. године.
У августу 882. Вијен опседа гроф Ришар Окунски, који заузима Вијен септембра 882. године. Босо није успевао да поврати изгубљене територије. Умро је 887, а наследио га је син Луј Слепи.

## Породично стабло
|  |                      |  |  |  |  |  |  |  |  |  |  |  |  |  |  |  |
|  | 2. Bivin of Gorze    |  |  |  |  |  |  |  |  |  |  |  |  |  |  |  |
|  |                      |  |  |  |  |  |  |  |  |  |  |  |  |  |  |  |
|  |                      |  |  |  |  |  |  |  |  |  |  |  |  |  |  |  |
|  | 1. Босо Провансалски |  |  |  |  |  |  |  |  |  |  |  |  |  |  |  |
|  |                      |  |  |  |  |  |  |  |  |  |  |  |  |  |  |  |
|  |                      |  |  |  |  |  |  |  |  |  |  |  |  |  |  |  |